# Conducto hepático común
El conducto hepático común es el conducto formado por la confluencia del conducto hepático derecho (que drena la bilis del lóbulo derecho del hígado) y el conducto hepático izquierdo (que drena la bilis del lóbulo izquierdo del hígado). El conducto hepático común se une después con el conducto cístico, procedente de la vesícula biliar, para formar el conducto colédoco. Este conducto tiene normalmente 6–8 cm de longitud y 6mm de diámetro en adultos.

## Imágenes adicionales

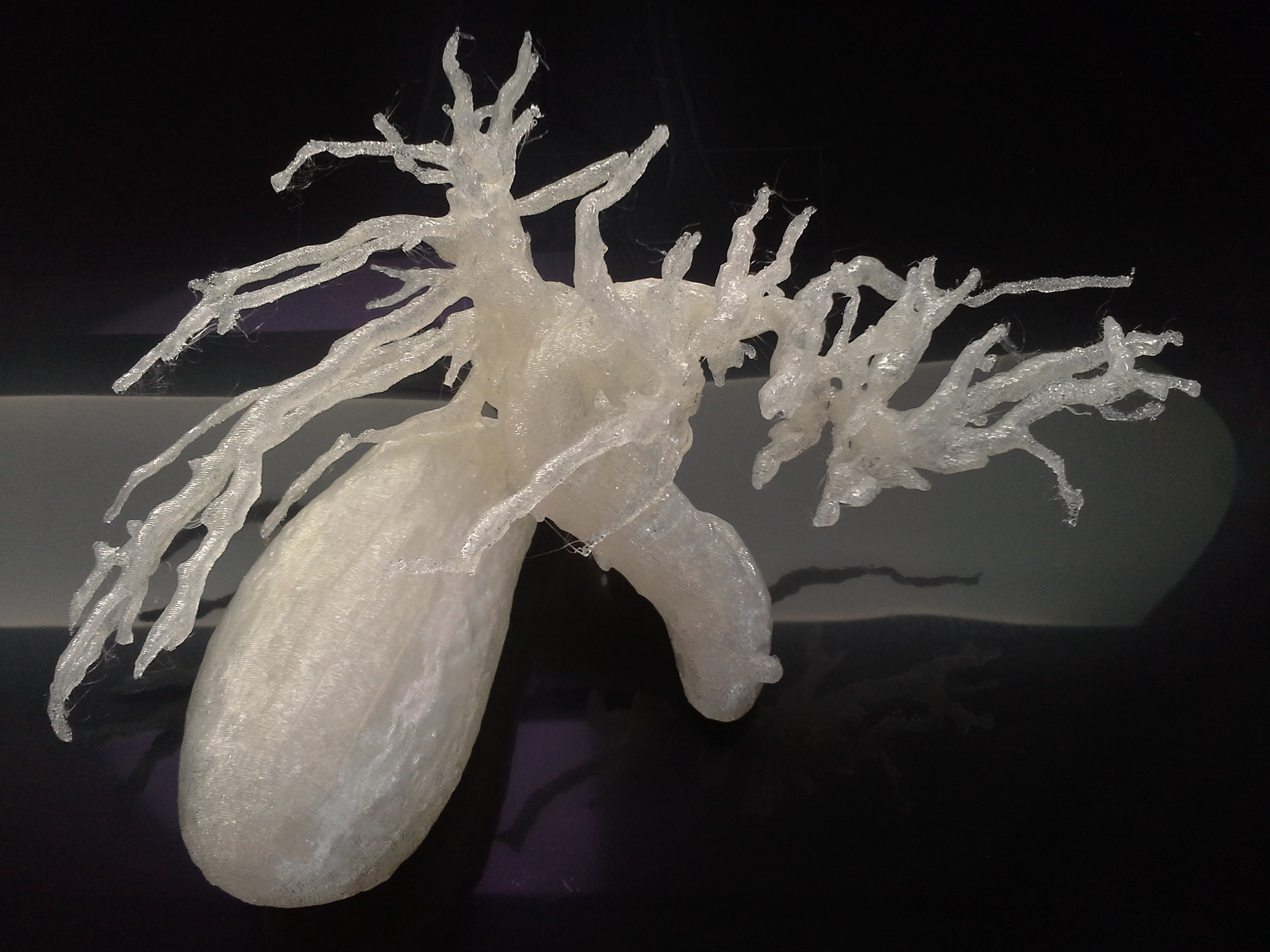
Conducto hepático común etiquetado con el Nº5.
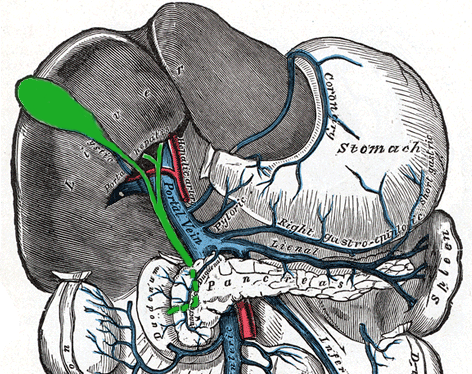
Vena porta hepática y sus tributarias.
Sistema biliar.
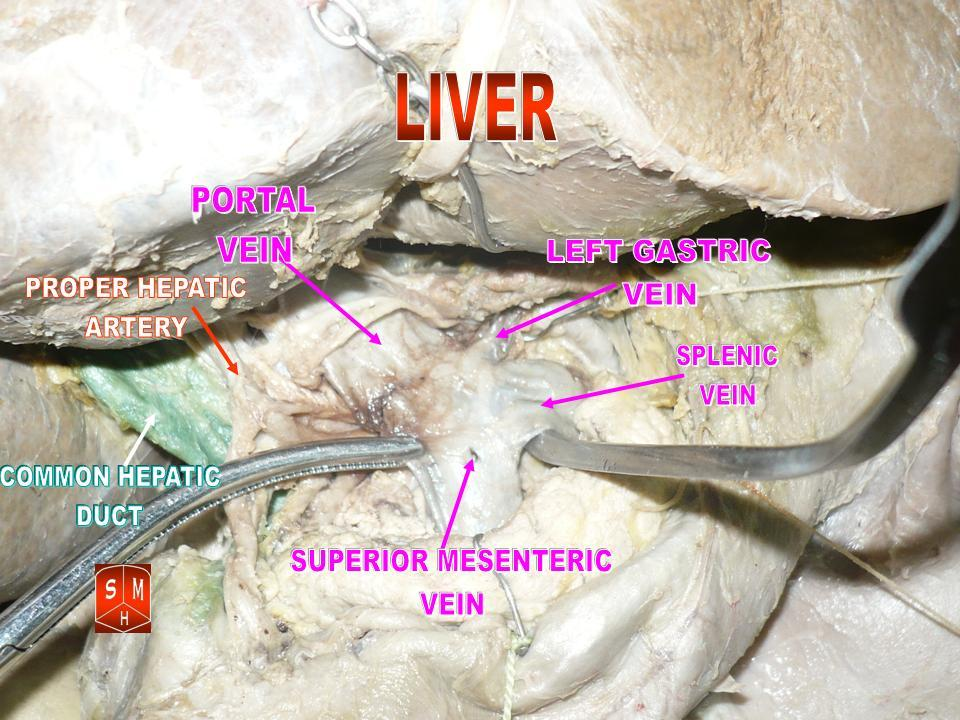
Conducto hepático común. (Common hepatic duct).
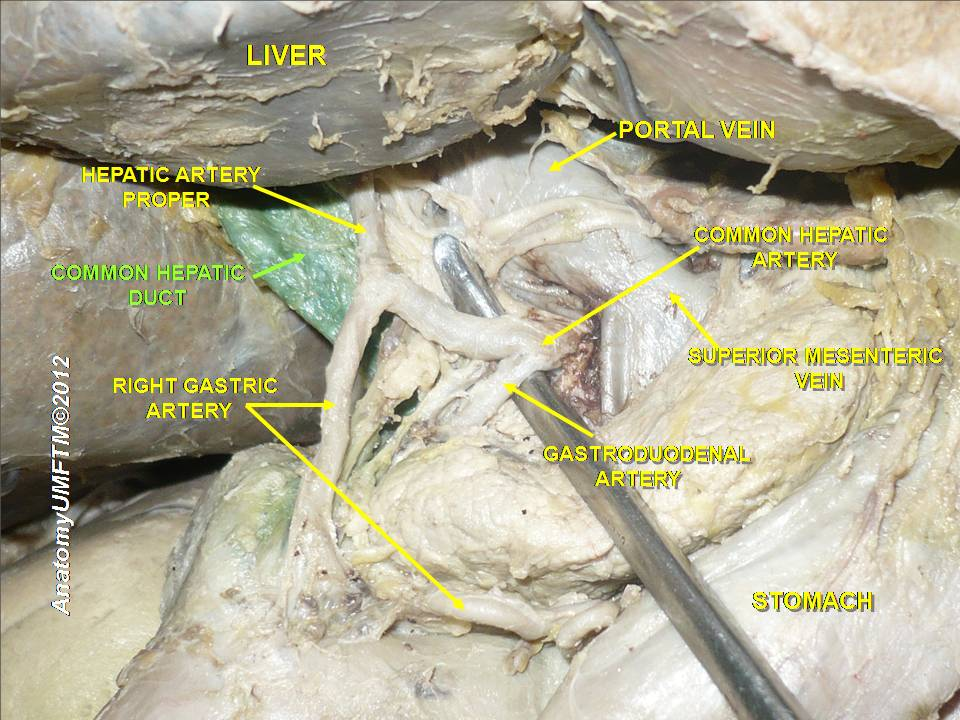
Conducto hepático común. (Common hepatic duct).